# یگان ضربت: تحت محاصره
یگان ویژه: تحت محاصره (به انگلیسی: S.W.A.T.: Under Siege) یک فیلم ویدئویی آمریکایی جنایی اکشن محصول سال ۲۰۱۷ به کارگردانی تونی گیگلو است. این سومین قسمت از سری فیلمهای یگان ضربت می‌باشد. این فیلم در تاریخ ۱ آگوست ۲۰۱۷ منتشر شد. 

## داستان
گروه ویژه ضربت از سوی یک گروه تروریستی بین‌المللی مورد تهدید قرار می گیرد. این تروریست ها بی وقفه همه جا را به دنبال مردی مرموز می گردند که قبلاً توسط نیروهای ویژه سیاتل دستگیر شده بود …

## بازیگران
- سام یاگر در نقش تراویس هال
- آدریان پالیکی در نقش الن دوایر
- مایکل جای وایت
- کایرا زگورسکی در نقش سوفیا گوتیرز